# Rhiwallon ap Cynfyn
Rhiwallon ap Cynfyn (overleden 1069) was koning van Gwynedd en Powys samen met zijn broer Bleddyn van 1063 tot zijn dood.
Rhiwallon was een zoon van Cynfyn ap Gwerystan en Angharad ferch Maredudd, en dus een halfbroer van Gruffudd ap Llywelyn. Na diens overlijden in 1063 volgden Rhiwallon en Bleddyn hem op als koning van Gwynedd en Powys. De broers steunden Morcar toen die in 1065 graaf van Northumbria werd, daarmee het verbond tussen Morcars vader Aelfgar en Gruffudd voortzettend. Ze stuurden troepen die mogelijk meegevochten hebben in de Slag bij Stamford Bridge. Ook steunden ze de opstand van Eadric Cild tegen Willem de Veroveraar.
In 1069 kwamen Maredudd en Ithel, zoons van Gruffudd ap Llewelyn tegen Rhiwallon en Bleddyn in opstand. De opstand werd neergeslagen, maar Rhiwallon kwam om in de strijd. Hierna was Bleddyn alleen koning.